# Nag Hammadi
Nag Hammadi (árabe: نجع حمادي tr: Naǧʿ Ḥammādī [nad͡ʒʕ ħam'ma:di:]) es un pueblo situado en la ribera del río Nilo, en Egipto. Llamado Jenoboskion (griego: Χηνοβόσκιον) en la antigüedad, es el lugar en el cual, en el año 320, San Pacomio fundó el primer monasterio cristiano.
El pueblo es famoso porque en 1945 apareció una amplia colección de códices antiguos. En 367, los monjes del lugar copiaron unos 45 escritos religiosos (incluidos los evangelios gnósticos de Tomás, Felipe y Valentín) en una docena de códices. Esos fueron cuidadosamente guardados en un recipiente sellado y escondidos en unas grutas próximas, donde permanecieron ocultos durante casi 1600 años.
En diciembre del año 1945 dos campesinos egipcios encontraron más de 1100 páginas de antiguos manuscritos en papiro, enterrados junto al acantilado oriental del valle del Nilo. Los textos eran traducciones de originales griegos al idioma copto, el cual surgió alrededor del siglo III.